# Grazia Colombo
Grazia Colombo (Cuggiono, 31 agosto 1964) è un'ex nuotatrice italiana.

## Biografia
Nata nel 1964 a Cuggiono, in provincia di Milano, nel 1983 ha vinto la medaglia d'oro nella staffetta 4×100 m misti ai Giochi del Mediterraneo di Casablanca, insieme a Manuela Carosi, Cinzia Savi Scarponi e Sabrina Seminatore, con il tempo di 4'17"99.
A 19 anni ha partecipato ai Giochi olimpici di Los Angeles 1984, nei 100 m stile libero, uscendo in batteria, 4ª con il tempo di 59"43, e chiudendo 24ª in totale, e nella staffetta 4×100 m stile libero con Manuela Dalla Valle, Monica Olmi e Silvia Persi, anche in questo caso venendo eliminata in batteria, 5ª in 3'52"89, 9ª totale.
In carriera ha preso parte anche agli Europei di Roma 1983 e Sofia 1985.

## Palmarès

### Giochi del Mediterraneo
- 1 medaglia:
  - 1 oro (Staffetta 4x100 m misti a Casablanca 1983)